# The Match
The Match é um filme biográfico sul-coreano de drama esportivo dirigido e escrito por Kim Hyung-joo, baseado em dois jogadores de Go notáveis Cho Hun-hyun e Lee Chang-ho. O filme é estrelado por Lee Byung-hun e Yoo Ah-in.

## Sinopse
Ambientado na década de 1980-1990 e baseado em dois jogadores de Go notáveis da vida real, o filme conta a história de Cho Hun-hyun, um campeão de Go que descobre um jovem talentoso, mas não treinado, Lee Chang-ho em um concurso amador. Ele leva-o sob a sua ala para se tornar um jogador profissional. Os conflitos surgem quando o protegida mais tarde se torna contrário aos seus ensinamentos.

## Elenco

### Principais
- Lee Byung-hun como Cho Hun-hyun
- Yoo Ah-in como Lee Chang-ho
  - Kim Kang-hoon como o jovem Lee Chang-ho

### Apoio
- Moon Jung-hee como Jung Mi-hwa, esposa de Cho Hun-yun
- Ko Chang-seok como pai de Lee Chang-ho

## Produção

### Elenco
Em outubro de 2020, Lee Byung-hun e Yoo Ah-in se juntaram ao elenco do filme, seguido por Moon Jung-hee e o Ator infantil Kim Kang-hoon.

### Filmagens
A Fotografia principal começou em 17 de dezembro de 2020. As filmagens ocorreram em Yeongnam, Província de Gyeongsang e Gangwon-do, e terminaram em julho de 2021.

## Lançamento
O Match estava programado para ser lançado na Netflix em 2023. Antes do lançamento, o filme lançou vendas internacionais e foi exibido no Asian Contents & Film Market do Festival Internacional de Cinema de Busan em outubro de 2021. No entanto, foi temporariamente colocado em espera e informará novamente assim que o cronograma de liberação específico for confirmado, após As acusações de uso de drogas de Yoo Ah-in.